# チオフェノール
チオフェノール（英語: thiophenol）は、芳香族化合物で、ベンゼン環上の1つの水素をメルカプト基で置換した構造を持つ。他のチオール類と同じく独特の臭気を持つ。フェノールの酸素原子が硫黄原子に置換した構造である。チオという接頭辞は酸素原子が硫黄原子に置換した構造をもつ化合物群に対して用いられる。
誘導体として、メルチオラートなどが挙げられる。

## 合成法
様々な合成法が存在する。
- ベンゼンスルホン酸クロリドの亜鉛による還元[5]
- フェニルマグネシウムハライドやフェニルリチウムと硫黄との反応、それに続くプロトン化

## 性質

### 酸性度
フェノールと比較して、かなり大きい酸性を示す。この傾向は硫化水素 (H2S) と水 (H2O) と、またチオールとアルコールとを比較したときに一般的に見られる傾向と同じである。水酸化ナトリウムなどの強い塩基やナトリウム金属などで処理すると、ナトリウム塩であるナトリウムベンゼンチオラートが生成する。このような塩は容易に酸化される。
{\displaystyle {\ce {PhSH + NaOH -> PhSNa + H2O}}}

### アルキル化
ベンゼンチオラートは高い求核性を持つため、アルキル化しやすい。例えば、塩基存在下でチオフェノールにヨウ化メチルを反応させると、チオエーテルであるメチルフェニルスルフィドが生成する。
{\displaystyle {\ce {C6H5SH + CH3I -> C6H5SCH3 + HI}}}
このような反応はほとんど不可逆である。
チオフェノールはα,β-不飽和カルボニルにも付加する。

### 酸化
ベンゼンチオラートが酸化されると、ジフェニルジスルフィドになる。この反応はチオールに特徴的であり、フェノールには見られない。
{\displaystyle {\ce {2C6H5SH + 1/2 O2 -> C6H5S-SC6H5 + H2O}}}
ジスルフィドは水素化ホウ素ナトリウムによる還元と続くプロトン化によりチオールへと戻すことができる。この酸化還元反応はチオール水素原子を水素源として用いることもできる。

### 塩素化
チオフェノールと塩素Cl2を反応させることで、フェニルスルフェニルクロリドが黒赤色の液体として得られる（沸点41–42 ℃、1.5 mmHg）。

### 錯形成
チオラートは金属イオンと錯体を生成し、そのいくつかは高分子である。例えば銅チオラートは塩化銅(I)とチオフェノールを反応させることで得られる。

## 安全性
チオフェノールは高い毒性を持つ。酸および熱により分解しSOxが生成することが知られている。日本では毒物及び劇物取締法により毒物に指定されている。